# Michael Berlyn
Michael Steven Berlyn (* 21. Oktober 1949 in Brookline; † vor dem 30. März 2023) war ein US-amerikanischer Computerspiel-Designer und Science-Fiction-Autor.

## Leben
Berlyn studierte an der Florida Atlantic University. Er hatte schon mit 15 Jahren zu schreiben begonnen, seinen ersten Roman Crystal Phoenix veröffentlichte er aber erst 1980. Zwei weitere Romane folgten bald darauf, The Integrated Man (1980) und Blight (1981, unter dem Pseudonym Mark Sonders).
1979 kaufte er seinen ersten Computer, einen Apple II, um darauf seine Romane zu schreiben. Ein halbes Jahr später lernte er das Textadventure Colossal Cave und bald weitere Spiele kennen, und von da datiert seine Faszination für Computerspiele, die dazu führte, dass er sich in den 1980er-Jahren weniger mit Bücherschreiben und hauptsächlich mit Spielen, Spiele-Entwicklung und Spiele-Design befasste. Er gründete 1981 zusammen mit seiner Frau Muffy eine eigene Firma für Computerspiele, Sentient Software, für die er die zwei Textadventures Oo-Topos (in Zusammenarbeit mit seiner Frau entwickelt) und Cyborg sowie zwei Actionspiele schrieb. In Cyborg experimentierte er erstmals mit einem nichtmenschlichen Protagonisten und heimste wohlwollende Kritiken ein. Finanziell war die Firma nicht allzu erfolgreich, weshalb sich Berlyn 1982 von Infocom anheuern ließ und dort 1983 mit Suspended sein Debüt lieferte. Es folgten Infidel (1983) und Cutthroats (1984). Zuletzt arbeitete er bei Infocom an Fooblitzky (1985) mit, einem nicht sehr erfolgreichen Versuch, Brett- und Computerspiel zu verbinden.
Danach gründete er mit seiner Frau eine kleine Softwarefirma, Brainwave Creations und die beiden entwickelten zusammen die Spiele Tass Times in Tonetown (1986) und Dr Dumont's Wild P.A.R.T.I. (1988). Außerdem übernahm Berlyn Aufträge von Softwarehäusern. Nach dem Niedergang der Spielesoftware-Industrie an der Ostküste zogen die Berlyns nach Kalifornien, wo Berlyn für Accolade arbeitete und Altered Destiny (1990) und die Bubsy-Spiele entstanden.
1990 erschien dann wieder ein Roman von Berlyn, The Eternal Enemy (1990), eine dystopische Geschichte eines todkranken Menschen, der von einer Alien-Rasse genialer genetischer Ingenieure in eine Brut- und Kampfmaschine umgebaut wird.
1994 gründete er zusammen mit Marc Blank die Firma Blank, Berlyn and Co., die später in Eidetic umbenannt wurde, und zunächst Kreuzworträtsel und andere Spiele für den Apple Newton entwickelte und sich später auf PC- und PlayStation-Spiele konzentrierte. 1997 entstand dann auch wieder ein Textadventure: im Auftrag von Activision entwickelten Michael und Marc Zork: The Undiscovered Underground als Werbung für Activisions Zork: Grand Inquisitor.
Dieser erneute Kontakt mit dem Genre des Textadventures ließ Berlyn erkennen, dass interaktive, textorientierte Spiele zu schreiben das war, was ihn eigentlich interessierte. Er verließ Eidetic und gründete Cascade Mountain Publishing. Die Firma brachte zwei Interactive-Fiction-Titel heraus, das ambitionierte Once and Future (1998) und eine revidierte Fassung von Dr. Dumont (1999). Der wirtschaftliche Erfolg blieb aus, und 2000 wurde die Website der Firma geschlossen. 1999 hatte Berlyn noch im Auftrag von Sony das Spiel Syphon Filter für die PlayStation entwickelt.
Nach der Enttäuschung mit Cascade Mountain Publishing zog Berlyn sich für einige Jahre aus der Spieleentwicklung zurück und kehrte zurück nach Florida. Die Verbreitung des Smartphones und der Spiele-Apps veranlassten die Berlyns jedoch, einen neuen Versuch im Bereich der interactive Fiction zu wagen. Ihre Firma Flexible Tales entwickelte und vertrieb entsprechende E-Book-Computerspiel-Hybride für iOS, Windows und OS X. 2019 stellte Flexible Tales seine Geschäftsaktivitäten ein.
2014 wurde bei Berlyn Krebs diagnostiziert. Er starb im März 2023.

## Werke

### Spiele
- Oo-topos, 1981, Sentient Software und Polarware/Penguin Software
- Cyborg, 1981, Sentient Software
- Gold Rush, 1982, Sentient Software
- Congo, 1982, Sentient Software
- Suspended, 1983, Infocom
- Infidel, 1983, Infocom
- Cutthroats, 1984, Infocom (mit Jerry Wolper)
- Fooblitzky, 1985, Infocom (Kodesigner)
- Tass Times in Tonetown, 1986, Activision
- Dr. Dumont's Wild P.A.R.T.I., 1988, First Row Software Publishing
- Keef the Thief, 1989, Electronic Arts
- Altered Destiny, 1990, Accolade
- Les Manley in: Search for the King, 1990, Accolade
- Snoopy's Game Club, 1992, Accolade (zusammen mit dem früheren Intellivision-Entwickler Gene Smith)
- Bubsy in Claws Encounters of the Furred Kind, 1993, Accolade
- Bubsy 3D, 1996, Accolade
- Zork: The Undiscovered Underground, 1997, Activision (mit Marc Blank)
- Dr. Dumont's Wild P.A.R.T.I., 1999, Cascade Mountain Publishing
- Syphon Filter, 1999, 989 Studios, Sony (Produktion)
- The Art of Murder, iOS, Windows, OS X, Flexible Tales (mit Muffy Berlyn)
- Grok the Monkey, iOS, Windows, Flexible Tales (auch als Carnival of Death, mit Muffy Berlyn)
- A Taste for Murder, iOS, Windows, Flexible Tales (mit Muffy Berlyn)
- Reconstructing Remy, iOS, Windows, Flexible Tales (interaktiver Roman, mit Muffy Berlyn)
- Ogg!, iOS, OS X, Flexible Tales

### Romane
- Crystal Phoenix. Bantam, 1980, ISBN 978-0-5531-3468-1.
- The Integrated Man. Bantam, 1980, ISBN 978-0-5531-3999-0.
- als Mark Sonders: Blight, Ace Books, 1981, ISBN 978-0-4410-6709-1.
- Eternal Enemy. Wm. Morrow, 1990, ISBN 978-0-8779-5963-2.